# Prince (canción)
«Prince» —en español: «Príncipe»— es una canción de la banda japonesa Versailles lanzada originalmente en el sampler The Art of Propaganda que fue distribuido durante el evento de mismo nombre el 13 de septiembre de 2008, y ese mismo día apareció como descarga gratuita en distintas tiendas de música en línea. También fue incluida en la edición americana del álbum Noble y en el sencillo «Prince & Princess», que alcanzó en su primera semana el número uno en las listas indie de Oricon Style. Fue escrita por Kamijo y Hizaki, y habla sobre sostener y resguardar los sentimientos de la persona amada. La interpretaron en diversas presentaciones en vivo y recibió algunas críticas positivas definiéndola como «una hermosa canción sobre el amor». Es el primer lanzamiento que realizan tras verse envueltos en un conflicto de derechos de autor que los obligó a cambiar el nombre que usaban para los lanzamientos y presentaciones en Estados Unidos.

## Antecedentes
A mediados de 2008, poco tiempo después de su debut en América como parte de su gira 「Sentiment of Genesis」 en los Estados Unidos, durante el evento Tokyo Metropolis II los miembros de Versailles anunciaron que se veían forzados a cambiar el nombre de la banda debido a que existía un conflicto de derechos de autor con otro artista que trabajaba con ese nombre en Estados Unidos. En una entrevista realizada por Gackt para su DVD nine*nine, Kamijo recuerda que incluso los amenazaron con realizar acciones legales si seguían usando el nombre, por lo que a través de la página de Sherow Artist Society hicieron un llamado a sus seguidores para que mandaran sugerencias de un nuevo nombre para el grupo.
El 13 se septiembre, durante un evento realizado con la banda Chariots en el Osaka Big Cat, Kamijo anunció que a medianoche se revelaría el nuevo nombre, en ese evento distribuyeron un sampler donde se incluyó la canción «Prince», el primer lanzamiento que realizan con el nuevo nombre de la banda.
Finalmente esa noche se hizo el anuncio oficial, donde indicaron el nuevo nombre que usarían para los lanzamientos y presentaciones en Estados Unidos, este incluyó el mismo que ya usaban, adicionándole un subtítulo compuesto a partir de varias sugerencias para formar Versailles ~Philharmonic Quintet~.

«Versailles ~Quinteto Filarmónico~, porque aunque de hecho somos cinco miembros, cuando tocamos en vivo, nos unimos a los fans y nos convertimos en una gran filarmónica»
Los miembros de Versailles

Junto con el anuncio del nuevo nombre, dan la noticia de que la canción «Prince» estaría disponible como descarga gratuita a través de iTunes, HearJapan y MaruMusic en agradecimiento a los más de 100 000 seguidores que participaron enviando sugerencias.

## Composición y crítica
Es una canción de metal sinfónico pero que según Masato Tojo de la revista Cure «no tiene la interpretación pesada a la que comenzaba a evolucionar la banda». La letra, escrita por Kamijo, según él mismo, habla sobre sostener y resguardar los sentimientos de la persona amada, durante la canción, hablando en primera persona, se refiere a su «amada» como a una flor a la cual quiere proteger, llevarla lejos por el cielo y hacia el futuro, una comparación figurativa con las flores que se repite seguido en sus composiciones. La música fue compuesta por Kamijo y Hizaki, en la reseña realizada por Tsuchiya Kyousuke para la revista SHOXX comentó que era «una hermosa canción sobre el amor» y que «el solo de guitarra interpretado por Hizaki [...] le daba ese sentimiento especial [...] a la canción».

## Interpretaciones en directo

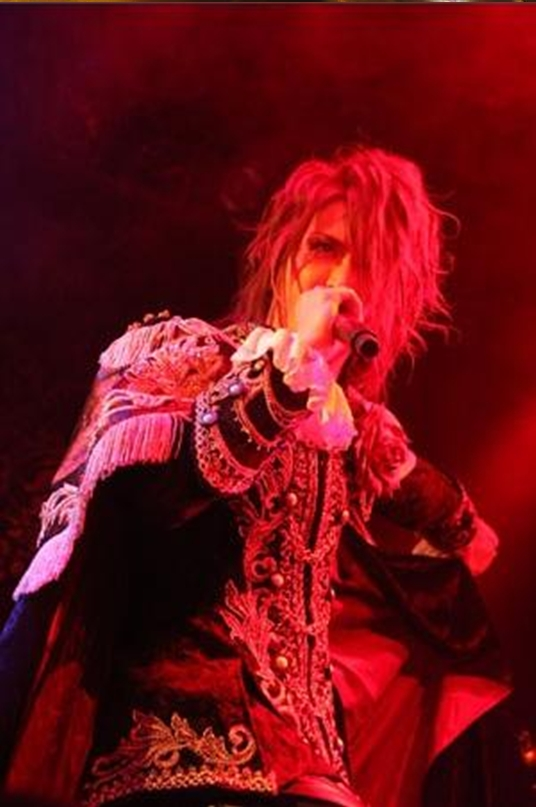
Kamijo, vocalista de Versailles interpretando «Prince» durante la gira Versailles World Tour 2010 "Method of Inheritance".

La banda interpretó la canción por primera veces durante las presentaciones de su segunda gira en Estados Unidos US Tour "The Sentiment of Genesis II" realizada poco después de su cambio de nombre, y durante su primera gira nacional en solitario a finales de 2008. La interpretaron usando el vestuario de la línea «Alice and the Pirates» de Baby, The Stars Shine Bright diseñado para la sesión de fotos del sencillo «Prince & Princess». En el DVD Chateau de Versailles se incluyó la versión en vivo interpretada el 23 de diciembre en el Shibuya C.C. Lemon Hall durante el evento final de esa gira en el que agotaron todas las entradas. La pista de audio de esa misma presentación se incluyó en el álbum en vivo Noble -Live- lanzado el 1 de septiembre de 2010.

## Versiones
Inicialmente apareció junto a la canción «Shred» de la banda Chariots en el sampler The Art of Propaganda distribuido durante el evento de mismo nombre realizado por Sherow Artist Society y Under Code Production el 13 de septiembre de 2008 en el Shibuya Big Cat, y esa misma noche fue lanzado como descarga gratuita a través de distintas tiendas de música en línea. También fue incluida como pista adicional en la versión americana del álbum Noble lanzado el 21 de octubre, y en el sencillo «Prince & Princess» lanzado el 10 de diciembre, el cual alcanzó en su primera semana, el puesto número uno en las listas indie del Oricon Style Singles Weekly Chart y el 16 en la lista normal, dando paso a convertirse en el undécimo best-selling indie de 2009 con más de 11 000 copias vendidas en Japón.
Historial de versiones
| Formato          | Duración | Álbum/Sencillo        | Fecha de lanzamiento     |
| ---------------- | -------- | --------------------- | ------------------------ |
| CD               | 4:56     | The Art of Propaganda | 13 de septiembre de 2008 |
| Descarga digital | 4:56     | «Prince»              | 13 de septiembre de 2008 |
| CD               | 4:56     | Noble                 | 21 de octubre de 2008    |
| CD               | 5:27     | «Prince & Princess»   | 10 de diciembre de 2008  |